# Famille Forgách
La famille Forgách de Ghymes et Gács (en hongrois : ghymesi és gácsi Forgách család) était une famille aristocratique hongroise.